# Arisaka typ 30
Arisaka typ 30 je japonská armádní opakovací puška rodiny Arisaka. Byla přímou předchůdkyní a vzorem pro typ 38.
Vznikla v roce 1897 na konci období Meidži a v průběhu modernizace armády. Sloužila
v Boxerském povstání v Číně a při VŘSR v Rusku. Několik let po velké válce byla nahrazena.

## Historie
Při bojích v První čínsko-japonské válce se střetávala japonská armáda s čínskými jednotkami místy vyzbrojenými modernějšími puškami zakoupenými v zahraničí, jako byly různé typy pušek Mauser nebo Gewehr 1888, které byly mnohem vyspělejší než japonská Murata Typ 22 využívající dosud černý střelný prach.
Proto bylo rozhodnuto vyvinout novou pušku na náboj menší ráže používající bezdýmný prach. Vývojem zbraně byla ustavena výzbrojní komise, tu vedl Arisaka Nariakira po němž byla puška pojmenována. Vývoj probíhal ve zbrojovce Koishikawa v Tokiu. Finální zbraň pravděpodobně vznikla kombinací: Mauser 1895, nizozemský Mannlicher 1895 (varianta Mauseru), a pušky Schmidt–Rubin. Ačkoli Arisaka typ 30 je poměrně zdařilé konstrukce v boji se ukázalo, že stále vykazuje určité vady z hlediska bezpečnosti a spolehlivosti. Japonské námořnictvo si proto nechalo vyvinout vylepšenou verzi Arisaka typ 35, kterou za nedlouho vystřídala zcela přepracovaná zbraň Arisaka typ 38.

## popis
Zbraň má závěr originální konstrukce. K zajištění zbraně je třeba hák, umístěný v zadní části úderníku, přemístit z horizontální polohy do vertikální. Nábojová schránka na 5 nábojů se plní pomocí nábojového pásku. Hledí je rámečkové. Stejnou konstrukci má i karabina Arisaka vzor 30, která je zkrácenou verzí. Pažba zbraně je zhotovena ze dvou částí, spojených uvnitř rybinovým spojem a navíc zajištěných několika šrouby procházejícími botkou a kováním očka pro nosný popruh. Hlavním důvodem tohoto řešení nebyla snaha ušetřit materiál, ale zvýšit pevnost a životnost pažby. V Japonsku rostoucí stromy nejsou pro výrobu pažby tak vhodné jako v Evropě běžně používaný ořešák. Aby se zamezilo odštipování dřeva na samé spodní časti pažby, kde jsou nejkratší vlákna dřeva, byla pažba rozdělena na 2 části a spodní část má vlákna šikmo umístěná k vrchní části pažby. Dno nábojové schránky je snadno odnímatelné pomocí stiskátka v lučíku.  